# Barry Ries
Barry Ries (* 16. März 1952 in Cincinnati/Ohio) ist ein US-amerikanischer Jazztrompeter und -hornist.
Ries hatte als Kind Schlagzeugunterricht bei seinem Vater und begann im Alter von elf Jahren Trompete zu spielen. Später trat er als Hornist mit regionalen Rockbands auf.
Ab 1970 studierte Ries an der University of North Texas. Hier wurde er Mitglied der One O’Clock Band und spielte u. a. mit den Kapellen von Ted Weems Jr., Ray Anthony und Ralph Marterie. Nach dem Studium kehrte er nach Cincinnati zurück und arbeitete dort als Schlagzeuger mit dem Pianisten Ed Moss. 1977 ging er nach Miami, wo er mit dem Multiinstrumentalisten Ira Sullivan auftrat.
Im Folgejahr kam er mit der Band von Woody Herman nach New York. Nach Auftritten mit Paul Jeffrey, Duke Jordan, Joe Lovano, Ralph LaLama, Rich Perry, Jeff Hirshfield und Adam Nussbaum wurde er Mitglied von Gerry Mulligans Concert Jazz Band. Daneben arbeitete er auch mit Lionel Hampton und dem Latin-Jazzmusiker Machito zusammen.
1985 kehrte Ries nach Miami zurück, wo er mit kolumbianischen, dominikanischen und kubanischen Bands arbeitete. 1998 debütierte er als Bandleader mit dem Album Solitude in the Crowd mit dem Tenorsaxophonisten Joe Lovano, dem Pianisten Michael Cochrane sowie den Schlagzeugern Billy Drummond und Yoron Israel.